# Нумандје Дуе
Нумандје Дуе (фр. Noumandiez Désiré Doué; 29. септембар 1970) је фудбалски судија из Обале Слоноваче. Судио је на два светска првенства 2010. и 2014..